# Мійкка Саломякі
Мійкка Саломякі (фін. Miikka Salomäki; 9 березня 1993, м. Раахе, Фінляндія) — фінський хокеїст, лівий/правий нападник. Виступає за «Нашвілл Предаторс» (НХЛ).
Вихованець хокейної школи ТеКі. Виступав за «Кярпят» (Оулу).
В чемпіонатах Фінляндії — 122 матчі (25+25), у плей-оф — 13 матчів (3+1).
У складі молодіжної збірної Фінляндії учасник чемпіонатів світу 2011 і 2012. У складі юніорської збірної Фінляндії учасник чемпіонату світу 2010.
Досягнення
- Бронзовий призер юніорського чемпіонату світу (2010).